# فرودگاه تسل آم زه
فرودگاه تسل آم زه (به انگلیسی: Zell am See Airport) یک فرودگاه است که یک باند فرود آسفالت دارد و طول باند آن ۶۶۰ متر است. این فرودگاه در کشور اتریش، در چهار کیلومتری جنوب تسل آم زه قرار دارد.